# Mistrovství světa juniorů v ledním hokeji 2002
Mistrovství světa juniorů v ledním hokeji 2002 (MSJ 2002) bylo hráno od 25. prosince 2001 do 4. ledna 2002 v Pardubicích a Hradci Králové v České republice. Turnaj vyhrálo Rusko, poté co porazilo ve finále Kanadu 5:4.

## Elitní skupina

### Stadiony
| Pardubice                              | Hradec Králové                                         |
| -------------------------------------- | ------------------------------------------------------ |
| Duhová aréna Kapacita: 9 300 17 zápasů | Zimní stadion Hradec Králové Kapacita: 7 700 17 zápasů |
|                                        |                                                        |

### Skupina A
| Tým          | Z | V | P | R | VG | IG | B |
| ------------ | - | - | - | - | -- | -- | - |
| 1. Slovensko | 4 | 2 | 0 | 2 | 14 | 7  | 6 |
| 2. USA       | 4 | 2 | 0 | 2 | 14 | 9  | 6 |
| 3. Švédsko   | 4 | 2 | 0 | 2 | 11 | 5  | 6 |
| 4. Česko     | 4 | 1 | 3 | 0 | 11 | 7  | 2 |
| 5. Bělorusko | 4 | 0 | 4 | 0 | 4  | 26 | 0 |

| 25. prosince 2001 14:00 | USA | 3 – 1 (2–0, 1–1, 0–0) | Česko | Pardubice Návštěvnost: 8,500 |  |

| Report |

| 25. prosince 2001 17:30 | Bělorusko | 0 – 5 (0–2, 0–1, 0–2) | Švédsko | Pardubice Návštěvnost: 3,800 |  |

| Report |

| 26. prosince 2001 17:00 | Slovensko | 7 – 1 (1–0, 4–1, 2–0) | Bělorusko | Pardubice Návštěvnost: 2,780 |  |

| Report |

| 27. prosince 2001 17:30 | Česko | 0 – 1 (0–0, 0–1, 0–0) | Slovensko | Pardubice Návštěvnost: 9,170 |  |

| Report |

| 27. prosince 2001 20:15 | Švédsko | 2 – 2 (0–0, 0–2, 2–0) | USA | Pardubice Návštěvnost: 6,300 |  |

| Report |

| 28. prosince 2001 17:00 | Bělorusko | 1 – 9 (1–3, 0–1, 0–5) | Česko | Pardubice Návštěvnost: 6,715 |  |

| Report |

| 29. prosince 2001 15:30 | Švédsko | 2 – 2 (0–1, 0–0, 2–1) | Slovensko | Pardubice Návštěvnost: 3,093 |  |

| Report |

| 29. prosince 2001 19:00 | USA | 5 – 2 (0–1, 2–1, 3–0) | Bělorusko | Pardubice Návštěvnost: 1,275 |  |

| Report |

| 30. prosince 2001 14:00 | Česko | 1 – 2 (1–0, 0–1, 0–1) | Švédsko | Pardubice Návštěvnost: 9,300 |  |

| Report |

| 30. prosince 2001 17:00 | Slovensko | 4 – 4 (2–3, 1–0, 1–1) | USA | Pardubice Návštěvnost: 7,530 |  |

| Report |

### Skupina B
| Tým          | Z | V | P | R | VG | IG | B |
| ------------ | - | - | - | - | -- | -- | - |
| 1. Finsko    | 4 | 3 | 1 | 0 | 14 | 5  | 6 |
| 2. Kanada    | 4 | 3 | 1 | 0 | 27 | 7  | 6 |
| 3. Rusko     | 4 | 2 | 2 | 0 | 12 | 8  | 4 |
| 4. Švýcarsko | 4 | 2 | 2 | 0 | 12 | 10 | 4 |
| 5. Francie   | 4 | 0 | 4 | 0 | 1  | 36 | 0 |

| 25. prosince 2001 15:300 | Francie | 0 – 15 (0–4, 0–5, 0–6) | Kanada | Hradec Králové Návštěvnost: 300 |  |

| Report |

| 25. prosince 2001 19:00 | Švýcarsko | 3 – 0 (1–0, 0–0, 2–0) | Finsko | Hradec Králové Návštěvnost: 462 |  |

| Report |

| 26. prosince 2001 17:00 | Rusko | 5 – 1 (1–0, 3–0, 1–1) | Francie | Hradec Králové Návštěvnost: 302 |  |

| Report |

| 27. prosince 2001 15:30 | Kanada | 6 – 1 (2–1, 1–0, 3–0) | Švýcarsko | Hradec Králové Návštěvnost: 1,800 |  |

| Report |

| 27. prosince 2001 19:00 | Finsko | 2 – 1 (0–0, 0–1, 2–0) | Rusko | Hradec Králové Návštěvnost: 2,200 |  |

| Report |

| 28. prosince 2001 17:00 | Francie | 0 – 8 (0–3, 0–3, 0–2) | Finsko | Hradec Králové Návštěvnost: 300 |  |

| Report |

| 29. prosince 2001 15:30 | Kanada | 5 – 2 (2–0, 1–2, 2–0) | Rusko | Hradec Králové Návštěvnost: 4,600 |  |

| Report |

| 29. prosince 2001 19:00 | Švýcarsko | 8 – 0 (3–0, 4–0, 1–0) | Francie | Hradec Králové Návštěvnost: 856 |  |

| Report |

| 30. prosince 2001 15:30 | Rusko | 4 – 0 (2–0, 0–0, 2–0) | Švýcarsko | Hradec Králové Návštěvnost: 850 |  |

| Report |

| 30. prosince 2001 19:00 | Finsko | 4 – 1 (2–1, 0–0, 2–0) | Kanada | Hradec Králové Návštěvnost: 3,500 |  |

| Report |

### O udržení
Hráno na dva zápasy. Tým s menším počtem bodů z těchto dvou utkání sestoupil. V případě rovnosti bodů následovalo prodloužení, případně samostatné nájezdy.
| 1. ledna 2002 11:00 | Bělorusko | 2 – 3 (1–0, 0–2, 1–1) | Francie | Hradec Králové Návštěvnost: 300 |  |

| Report |

| 3. ledna 2002 17:00 | Francie | 2 – 4 SN (0–2, 2–1, 0–0, 0–0, 0–1) | Bělorusko | Pardubice |  |

| Report |

 Francie sestoupila do I. divize na mistrovství světa juniorů v ledním hokeji 2003.

### Play-off

#### Čtvrtfinále
| 1. ledna 2002 14:30 | USA | 1 – 6 (0–1, 1–4, 0–1) | Rusko | Hradec Králové Návštěvnost: 1,500 |  |

| Report |

| 1. ledna 2002 14:30 | Slovensko | 2 – 3 SN (0–0, 1–1, 1–0, 0–0, 0–1) | Švýcarsko | Pardubice Návštěvnost: 3,200 |  |

| Report |

| 1. ledna 2002 18:00 | Kanada | 5 – 2 (2–2, 2–0, 1–0) | Švédsko | Hradec Králové Návštěvnost: 1,200 |  |

| Report |

| 1. ledna 2002 18:00 | Finsko | 3 – 1 (1–0, 1–1, 1–0) | Česko | Pardubice Návštěvnost: 5,725 |  |

| Report |

#### O 5. až 8. místo
| 2. ledna 2002 15:30 | Slovensko | 2 – 3 (2–0, 0–0, 0–3) | Švédsko | Hradec Králové Návštěvnost: 400 |  |

| Report |

| 2. ledna 2002 19:00 | Česko | 3 – 4 (2–1, 0–2, 1–1) | USA | Hradec Králové Návštěvnost: 1,700 |  |

| Report |

#### Semifinále
| 2. ledna 2002 17:00 | Švýcarsko | 0 – 4 (0–0, 0–3, 0–1) | Kanada | Pardubice Návštěvnost: 2,270 |  |

| Report |

| 2. ledna 2002 20:30 | Rusko | 2 – 1 P (1–1, 0–0, 0–0, 1–0) | Finsko | Pardubice Návštěvnost: 2,820 |  |

| Report |

#### O 7. místo
| 4. ledna 2002 15:30 | Slovensko | 2 – 6 (0–1, 1–3, 1–2) | Česko | Hradec Králové Návštěvnost: 1,220 |  |

| Report |

#### O 5. místo
| 4. ledna 2002 19:00 | USA | 3 – 2 P (1–0, 1–0, 0–2, 1–0) | Švédsko | Hradec Králové Návštěvnost: 300 |  |

| Report |

#### O 3. místo
| 4. ledna 2002 16:30 | Finsko | 5 – 1 (3–0, 2–1, 0–0) | Švýcarsko | Pardubice Návštěvnost: 7,430 |  |

| Report |

#### Finále
| 4. ledna 2002 20:30 | Rusko | 5 – 4 (1–2, 3–1, 1–1) | Kanada | Pardubice Návštěvnost: 9,130 |  |

| Report |

### Nejproduktivnější hráči
| Hráč             | Národnost | Z | G | A | B  | TM |
| ---------------- | --------- | - | - | - | -- | -- |
| Mike Cammalleri  | Kanada    | 7 | 7 | 4 | 11 | 10 |
| Brad Boyes       | Kanada    | 7 | 5 | 4 | 9  | 16 |
| Jared Aulin      | Kanada    | 7 | 4 | 5 | 9  | 4  |
| Aleš Hemský      | Česko     | 7 | 3 | 6 | 9  | 6  |
| Marek Svatoš     | Slovensko | 7 | 7 | 1 | 8  | 6  |
| Alexandr Frolov  | Rusko     | 7 | 6 | 2 | 8  | 4  |
| Stanislav Čistov | Rusko     | 7 | 4 | 4 | 8  | 0  |
| Tomáš Kopecký    | Slovensko | 7 | 3 | 5 | 8  | 22 |
| Jussi Jokinen    | Finsko    | 7 | 2 | 6 | 8  | 2  |
| Jarkko Immonen   | Finsko    | 7 | 4 | 3 | 7  | 6  |
| Tomáš Plekanec   | Česko     | 7 | 3 | 4 | 7  | 0  |

### Brankáři
(Minimálně 90 odehraných minut)
| Hráč             | Národnost | Minuty | OG | POG  | SO | %    |
| ---------------- | --------- | ------ | -- | ---- | -- | ---- |
| Kari Lehtonen    | Finsko    | 359    | 7  | 1.17 | 1  | 94,3 |
| Pascal Leclaire  | Kanada    | 299    | 9  | 1.80 | 2  | 93,7 |
| Lukáš Hronek     | Česko     | 355    | 12 | 2.03 | 0  | 89,7 |
| Henrik Lundqvist | Švédsko   | 419    | 15 | 2.15 | 1  | 90,6 |
| Peter Hamerlík   | Slovensko | 207    | 8  | 2.31 | 0  | 92,1 |

### Turnajová ocenění
|                            | Brankář         | Obránce         | Obránce      | Útočníci                              | Útočníci                              | Útočníci                              |
| -------------------------- | --------------- | --------------- | ------------ | ------------------------------------- | ------------------------------------- | ------------------------------------- |
| Ceny direktoriátu IIHF     | Kari Lehtonen   | Igor Knjazev    | Igor Knjazev | Mike Cammalleri (Nejužitečnější hráč) | Mike Cammalleri (Nejužitečnější hráč) | Mike Cammalleri (Nejužitečnější hráč) |
| All-Star Tým (podle médií) | Pascal Leclaire | Jay Bouwmeester | Igor Kňjazev | Mike Cammalleri                       | Marek Svatoš                          | Alexander Čistov                      |

## Soupisky
| Umístění  | Mužstvo   | Hráči |
| --------- | --------- | --- |
| Zlato     | Rusko     | Brankáři: Sergej Mylnikov, Andrej Medveděv Obránci: Igor Kňjazev, Vladimir Sapožnikov, Vladimir Korsunov, Denis Grebeškov, Fjodor Ťutin, Maxim Kondratěv, Anton Volčenkov, Andrej Zabolotněv Útočníci: Alexandr Suglobov, Sergej Soin, Alexandr Frolov, Jurij Trubačov, Alexandr Svitov, Alexandr Polušin, Igor Grigorenko, Stanislav Čistov, Ruslan Zajnulin, Alexandr Perežogin, Ivan Něprjajev, Andrej Taratuchin Trenér: Vladimir Pljuščev Asistenti: Sergej Gersonskij a Nikolaj Tolstikov |
| Stříbro   | Kanada    | Brankáři:Olivier Michaud, Pascal Leclaire Obránci: Jay Bouwmeester, Dan Hamhuis, Nick Schultz, Carlo Colaiacovo, Jay Harrison, Mark Popovic, Nathan Paetsch Útočníci: Jason Spezza, Garth Murray, Mike Cammalleri, Steve Ott, Jarret Stoll, Brad Boyes, Jay McClement, Scottie Upshall, Brian Sutherby, Chuck Kobasew, Stephen Weiss, Jared Aulin, Rick Nash Trenér: Stan Butler Asistenti: Marc Habscheid a Mike Kelly                                                                         |
| Bronz     | Finsko    | Brankáři: Kari Lehtonen, Juha Koukkanen Obránci: Topi Jaakola, Joni Pitkänen, Mikko Viitanen, Olli Malmivaara, Jyri Marttinen, Tero Maatta, Markus Seikola Útočníci: Mikko Koivu, Sean Bergenheim, Kim Hirschovits, Jarkko Immonen, Tomi Mäki, Mikko Kankaanpera, Tuomo Ruutu, Toni Koivisto, Jussi Jokinen, Janne Jokila, Pekka Saarenheimo, Joni Yli-Torkko, Tuomas Pihlman Trenér: Erkka Westerlund Asistent: Risto Dufva                                                                    |
| 4. místo  | Švýcarsko | Brankáři: Tobias Stephan, Matthias Schoder Obránci: Beat Gerber, Juerg Dallenbach, Severin Blindenbacher, Tim Ramholt, Lukas Baumgartner, Lukas Gerber, Rene Back Útočníci: Thibaut Monnet, Fabian Sutter, Patrik Bärtschi, Deny Bärtschi, Raeto Raffainer, Emanuel Peter, Raffaele Sannitz, Andreas Camenzind, Andres Ambühl, Thomas Nussli, Sven Helfenstein, Thomas Deruns Trenér: Jakob Kölliker Asistent: Christian Weber                                                                  |
| 5. místo  | USA       | Brankáři: Dwight Labrosse, Jason Bacashihua Obránci: Keith Ballard, Ryan Whitney, Erik Reitz, Mike Komisarek, Brett Lebda, Bryce Lampman, Joseph Hope Útočníci: Ben Eaves, Chad Larose, Ryan Hollweg, Kris Vernarsky, Dave Steckel, Gregg Johnson, Eric Nystrom, Robert Globke, Jim Slater, Chris Higgins, Richard Umberger, Dustin Brown, Dwight Helminen Trenér: Keith Allain Asistenti: Red Gendron a James Johnson                                                                          |
| 6. místo  | Švédsko   | Brankáři: Jimmy Danielsson, Henrik Lundqvist Obránci: Per Helmersson, Adam Andersson, Staffan Kronwall, Johan Ejdepalm, Lars Jonsson, Jorgen Sundqvist, Magnus Hedlund Útočníci: Par Backer, Jonas Nordqvist, Martin Samuelsson, Jens Karlsson, Daniel Widing, Gustav Grasberg, Daniel Hermasson, Yared Hagos, Fredrik Sjostrom, Peter Oberg, Joel Lundqvist, Andreas Jamtin, Tim Eriksson Trenér: Bo Lennartsson Asistent: Mikael Tisell                                                       |
| 7. místo  | Česko     | Brankáři: Michal Fikrt, Lukáš Hronek, Petr Šulan Obránci: Libor Ustrnul, Filip Novák, Jan Hanzlík, Lukáš Krajíček, Miroslav Blaťák, Lukáš Poživil, Petr Chvojka, Tomáš Mojžíš Útočníci: Petr Průcha, Jiří Jakeš, Aleš Hemský, Tomáš Plekanec, Jan Boháč, Jaroslav Sklenář, František Lukeš, Jiří Hudler, Michal Vondrka, Jiří Novotný, Martin Podlešák, Miloslav Hořava Trenér: Jaroslav Holík Asistent: Pavel Hynek                                                                            |
| 8. místo  | Slovensko | Brankáři: Peter Budaj, Peter Hamerlík Obránci: Stanislav Hudec, Karol Sloboda, Peter Frühauf, Luboš Velebný, Tomáš Malec, Radovan Sloboda, Richard Stehlík, Milan Jurčina Útočníci: Peter Gajdoš (hokejista), Tomáš Jaško, Tomáš Oravec, Ivan Koložváry, Marek Svatoš, Miroslav Kristín, Michal Macho, František Skladaný, Peter Holečko, Tomáš Kopecký, Igor Pohanka, Michal Kolárik Trenér: Július Šupler Asistent: Milan Skokan                                                              |
| 9. místo  | Bělorusko | Brankáři: Sergej Rahouskij, Vitalij Arystov Obránci: Andrej Karšunov, Andrej Baško, Ruslan Šarapa, Maxim Šimanskij, Jaroslav Maslenikov, Arťsjom Hlinkin, Konstantin Durnov, Andrej Skrypjaljov Útočníci: Ilja Jermaškevič, Vasilij Harbavij, Aljexandr Kulakov, Michail Klimin, Konstantin Nemirka, Arťsjom Sjankevič, Dimitrij Mjaleška, Vitalij Klimjankov, Konstantin Zacharov, Andrej Kosticyn, Stanislav Korabov, Michail Grabovskij Trenér: Vladimir Melenčuk Asistent: Alexandr Šumidub |
| 10. místo | Francie   | Brankáři: Landry Macrez, Jerome Plumejeau Obránci: Geoffroy Bessard Du Parc, Wilfried Molmy, Ghislain Folcke, Mathieu Jestin, Sebastien Rousselin, Frederic Bastian, Timo Bayon, Julien Thiery Útočníci: Matthieu Becuwe, Gael Guilhem, Elie Marcos, Aram Kevorkian, Mickael Brodin, Simon Petit, Pierre-Yves Albert, Thomas Gueguen, Romain Masson, Mickael Bardet, Yannick Maillot, Francis Ballet Trenér: Dave Henderson Asistent: James Tibbetts                                            |

## I. divize
Byla hrána mezi 9.–15. prosincem 2001 v Kapfenbergu a Zeltwegu v Rakousku

### Skupina A
| Tým           | Z | V | P | R | VG | IG | B |
| ------------- | - | - | - | - | -- | -- | - |
| 1. Rakousko   | 3 | 2 | 1 | 0 | 9  | 5  | 5 |
| 2. Norsko     | 3 | 2 | 0 | 1 | 12 | 10 | 4 |
| 3. Kazachstán | 3 | 1 | 0 | 2 | 13 | 13 | 2 |
| 4. Slovinsko  | 3 | 0 | 1 | 2 | 6  | 12 | 1 |

### Skupina B
| Tým         | Z | V | P | R | VG | IG | B |
| ----------- | - | - | - | - | -- | -- | - |
| 1. Německo  | 3 | 3 | 0 | 0 | 16 | 4  | 6 |
| 2. Ukrajina | 3 | 1 | 1 | 1 | 7  | 7  | 3 |
| 3. Itálie   | 3 | 0 | 2 | 1 | 10 | 17 | 2 |
| 4. Polsko   | 3 | 0 | 1 | 2 | 10 | 15 | 1 |

### O umístění

#### O 5. až 8. místo
- Itálie 4–5  Slovinsko
- Kazachstán 11–0  Polsko

#### O 7. místo
- Itálie 6–0  Polsko

#### O 5. místo
- Slovinsko 6–11  Kazachstán

### Finálová část

#### Semifinále
- Německo 3–1  Norsko
- Rakousko 9–1  Ukrajina

#### O 3. místo
- Norsko 7–1  Ukrajina

#### Finále
- Německo 7–1  Rakousko

 Německo postoupilo na Mistrovství světa juniorů v ledním hokeji 2003. Kvůli reorganizaci a rozšíření I. divize v následujícím roce na 12 týmů ve dvou skupinách žádný tým nesestoupil.

## II. divize
Byla hrána od 30. prosince 2001 do 3. ledna 2002 v Záhřebu v Chorvatsku.

### Skupina A
| Tým               | Z | V | P | R | VG | IG | B |
| ----------------- | - | - | - | - | -- | -- | - |
| 1. Dánsko         | 3 | 3 | 0 | 0 | 30 | 9  | 6 |
| 2. Lotyšsko       | 3 | 2 | 0 | 1 | 22 | 6  | 4 |
| 3. Velká Británie | 3 | 1 | 0 | 2 | 7  | 19 | 2 |
| 4. Nizozemsko     | 3 | 0 | 0 | 3 | 3  | 28 | 0 |

### Skupina B
| Tým           | Z | V | P | R | VG | IG | B |
| ------------- | - | - | - | - | -- | -- | - |
| 1. Japonsko   | 3 | 3 | 0 | 0 | 25 | 6  | 6 |
| 2. Chorvatsko | 3 | 1 | 1 | 1 | 14 | 14 | 3 |
| 3. Maďarsko   | 3 | 1 | 1 | 1 | 7  | 10 | 3 |
| 4. Litva      | 3 | 0 | 0 | 3 | 7  | 23 | 0 |

### O umístění
- Nizozemsko 10–4  Litva
- Velká Británie 9–4  Maďarsko
- Lotyšsko 10–1  Chorvatsko
- Dánsko 2–5  Japonsko

 Japonsko,  Dánsko,  Lotyšsko a  Chorvatsko postoupily do I. divize na mistrovství světa juniorů v ledním hokeji 2003. Kvůli reorganizaci a rozšíření II. divize v následujícím roce na 12 týmů ve dvou skupinách žádný tým nesestoupil.

## III. divize
Byla hrána v Bělehradu v Jugoslávii mezi 5.–9. lednem 2002

### Skupina A
| Tým           | Z | V | P | R | VG | IG | B |
| ------------- | - | - | - | - | -- | -- | - |
| 1. Estonsko   | 3 | 3 | 0 | 0 | 30 | 9  | 6 |
| 2. Jugoslávie | 3 | 2 | 0 | 1 | 22 | 6  | 4 |
| 3. Island     | 3 | 1 | 0 | 2 | 7  | 19 | 2 |
| 4. Bulharsko  | 3 | 0 | 0 | 3 | 3  | 28 | 0 |

### Skupina B
| Tým          | Z | V | P | R | VG | IG | B |
| ------------ | - | - | - | - | -- | -- | - |
| 1. Španělsko | 3 | 3 | 0 | 0 | 20 | 7  | 6 |
| 2. Rumunsko  | 3 | 2 | 0 | 1 | 21 | 10 | 4 |
| 3. JAR       | 3 | 1 | 0 | 2 | 8  | 10 | 2 |
| 4. Mexiko    | 3 | 0 | 0 | 3 | 8  | 30 | 0 |

### O umístění
- Mexiko 9–4  Bulharsko
- JAR 4–3  Island
- Jugoslávie 4–1  Rumunsko
- Estonsko 12–1  Španělsko

Kvůli reorganizaci a rozšíření II. divize v následujícím roce na 12 týmů ve dvou skupinách postoupily všechny týmy do II. divize MSJ 2003.